# Baeopogon clamans
Baeopogon clamans е вид птица от семейство Pycnonotidae.

## Разпространение
Видът е разпространен в Камерун, Централноафриканската република, Демократична република Конго, Република Конго, Екваториална Гвинея, Габон и Нигерия.